# Gatti molto speciali
Gatti molto speciali è un breve romanzo di Doris Lessing, una short-story. La scrittrice racconta la sua esperienza con i gatti, esperienza iniziata in Africa, e tuttora vissuta dall'autrice in Inghilterra.

## Stile narrativo
I gatti assumono caratteristiche tipiche di esseri umani. Lessing ne descrive gli amori e le paure, e riesce a farlo come se stesse parlando di persone; riesce ad entrare nella psicologia delle sue bestiole, regalando al lettore un romanzo leggero, a tratti divertente e a tratti malinconico, in quanto Lessing descrive anche le disavventure vissute dai suoi gatti.

## Edizioni
Il titolo originale è Particularly Cats, ed è stato pubblicato in lingua originale nel 1967.
La prima edizione italiana risale al 1990, ma è stata seguita da numerose ristampe, l'ultima risale al 2008 ed è stata pubblicata da Feltrinelli.
- Doris Lessing, Gatti molto speciali, Feltrinelli, 2008, pp. 167, ISBN 88-07-72037-X, traduzione di Maria Antonietta Saracino.